# Hemicubo
Un hemicubo es un poliedro abstracto regular, que contiene la mitad de las caras de un cubo.

## Realización
Se puede realizar como un poliedro proyectivo (un teselado del plano proyectivo real mediante tres cuadriláteros), que se puede visualizar construyendo el plano proyectivo como una semiesfera en la que puntos opuestos en su contorno se conectan entre sí y dividen el hemisferio en tres partes iguales.
Tiene tres caras cuadradas, seis aristas y cuatro vértices. Posee una propiedad inesperada, de forma que cada cara está en contacto con todas las demás caras en dos aristas, y cada cara contiene todos los vértices, lo que da un ejemplo de un politopo abstracto cuyas caras no están determinadas por sus conjuntos de vértices.
Desde el punto de vista de la teoría de grafos, su esqueleto es un tetraedro, una incrustación de K4 (el grafo completo con cuatro vértices) en un plano proyectivo.
El hemicubo no debe confundirse con el demicubo: el hemicubo es un poliedro proyectivo, mientras que el demicubo es un poliedro ordinario (en el espacio euclidiano). Si bien ambos tienen la mitad de los vértices de un cubo, el hemicubo es un cociente del cubo, mientras que los vértices del demicubo son un subconjunto de los vértices del cubo.

## Politopos relacionados
El hemicubo es el dual de Petrie del tetraedro regular, con los cuatro vértices, las seis aristas del tetraedro y las tres caras cuadriláteras correspondientes a los polígonos de Petrie. Las caras se pueden ver como colores de borde rojo, verde y azul en el tetraedro: